# Charles J. Merrill
Charles J. Merrill és professor de llengües europees i estudis medievals al seminari Mount St. Mary's, als Estats Units. És expert en literatura catalana medieval i va col·laborar amb el canal Discovery Channel en un documental sobre Cristòfor Colom. Graduat a la Duke University, l'investigador va passar un any a Cervera estudiant els orígens de Cristòfor Colom.
La primavera de 2008 publica Colom of Catalonia: Origins of Christopher Columbus Revealed, en què sosté que Colom era català, nascut d'una família hostil a la dinastia que governava el seu país. Com Luis Ulloa considera que el navegant pertanyia a la família Colom de Barcelona, que havia lluitat contra Joan II, pare de Ferran el Catòlic en la guerra de 1462-72. Per Merrill aquest és motiu més que suficient perquè "deixés molt poques proves dels seus orígens familiars" si volia emprendre la conquesta del Nou Món.